# Enargia arenaria
Enargia arenaria là một loài bướm đêm trong họ Noctuidae.